# سلاومیر ماسیهوسکی
سلاومیر ماسیهوسکی (به انگلیسی:Sławomir Maciejowski ، متولد ۱۶ ژانویه ۱۹۵۱میلادی) یک قایقران لهستانی است . او در المپیک تابستانی ۱۹۷۲میلادی در مسابقه هشت ماده مردان شرکت کرد .